# Kodeks spółek handlowych
Kodeks spółek handlowych (oficjalny skrót to K.s.h., w języku prawniczym używa się również: KSH, k.s.h.) – ustawa z dnia 15 września 2000 r. będąca elementem polskiego prawa normującym ustrój spółek handlowych, do których zaliczają się:
- spółki osobowe:
  - spółka jawna,
  - spółka partnerska,
  - spółka komandytowa,
  - spółka komandytowo-akcyjna,
- spółki kapitałowe:
  - spółka z ograniczoną odpowiedzialnością,
  - prosta spółka akcyjna,
  - spółka akcyjna.

KSH nie reguluje spółek niebędących podmiotami prawa. To znaczy spółek cywilnych, opisanych umową cywilnoprawną, które reguluje Kodeks cywilny.
W odróżnieniu od poprzednio obowiązującego Kodeksu handlowego z 1934 r., Kodeks spółek handlowych nie zawiera drugiej części prawa handlowego – przepisów normujących czynności handlowe. Obecnie są one regulowane prawie w całości przez Kodeks cywilny.